# Bunzac
Ne doit pas être confondu avec Bonzac.
Bunzac est une commune du Sud-Ouest de la France, située dans le département de la Charente, en région Nouvelle-Aquitaine.
Ses habitants sont appelés les Bunzacois et les Bunzacoises.

## Géographie

### Localisation et accès
Bunzac est située 16 km à l'est d'Angoulême et 5 km au sud de La Rochefoucauld, le long de la vallée du Bandiat. Le bourg est situé sur le plateau entre la vallée et celle de la Tardoire qui passe à Rancogne à l'est.
À l'écart des grands routes, la commune est traversée du nord au sud par la D 33, route de La Rochefoucauld à Marthon par Pranzac et Chazelles, et d'est en ouest par la D 110 des Favrauds (commune de Mornac, .141) à l'Arbre (commune de Mazerolles, D 13) par Rancogne et Saint-Sornin. Ces deux routes se croisent au bourg. La D 389 longe le Bandiat en direction du nord-ouest vers Saint-Constant et la N 141.
La voie ferrée Angoulême-Limoges traverse la commune, par la Braconne et Montgoumard. Un embranchement dessert l'ancien camp américain de la Braconne, aujourd'hui Z.E. de la Braconne (zone économique).
La gare la plus proche est celle de La Rochefoucauld, desservie par des TER à destination d'Angoulême et de Limoges.

### Hameaux et lieux-dits
Montgoumard est un hameau situé à l'ouest du bourg. La commune compte d'autres hameaux plus petits : les Fouilloux, la Petite Garde, la Grande Garde, chez Roby au nord, Anthieu, Pierre Levée à l'est, Puy Cocu et le château des Deffends au sud, ainsi que des fermes.

### Communes limitrophes
|        | La Rochefoucauld-en-Angoumois |                      |
| Mornac | Bunzac                        | Moulins-sur-Tardoire |
|        | Pranzac                       |                      |

### Géologie et relief
Géologiquement, Bunzac est dans le Bassin aquitain, bassin sédimentaire calcaire, comme une grande partie ouest du département de la Charente. La commune est plus particulièrement dans le Jurassique supérieur (Oxfordien) du karst de La Rochefoucauld. Quelques colluvions argileuses occupent les plateaux (forêt de Bois Long ou bordure orientale de la commune). La vallée du Bandiat est occupée par des alluvions du quaternaire,,. De nombreuses carrières de pierres de taille se trouvent dans la commune.
Le relief de la commune est celui d'un plateau d'une altitude moyenne de 120 mètres, creusé du sud au nord par la vallée du Bandiat qui est plus large au sud qu'au nord, et peu profonde puisque son altitude n'est que de 80 mètres. Le point culminant de la commune est à une altitude de 131 mètres, situé au nord-est de la commune un peu avant Anthieu. Le point le plus bas est à 77 mètres, situé dans la vallée du Bandiat. Le bourg est à 110 mètres d'altitude.

### Hydrographie

#### Réseau hydrographique
La commune est située dans le bassin versant de la Charente au sein  du Bassin Adour-Garonne. Elle est drainée par le Bandiat et un bras du Bandiat, qui constituent un réseau hydrographique de 5 km de longueur totale,.
La commune est traversée du sud au nord par le Bandiat, affluent de la Tardoire, bassin de la Charente. D'une longueur totale de 91,2 km, il prend sa source en Haute-Vienne, dans la commune de La Chapelle-Montbrandeix, et se jette  dans la Tardoire à Agris, après avoir traversé 22 communes.
Située dans le karst, cette rivière subit des pertes importantes dans la commune, en particulier à la perte spectaculaire du gouffre de Chez Roby. Néanmoins, le Bandiat est déjà à sec en été lorsqu'il arrive à ce gouffre, car il s'est infiltré plus en amont.

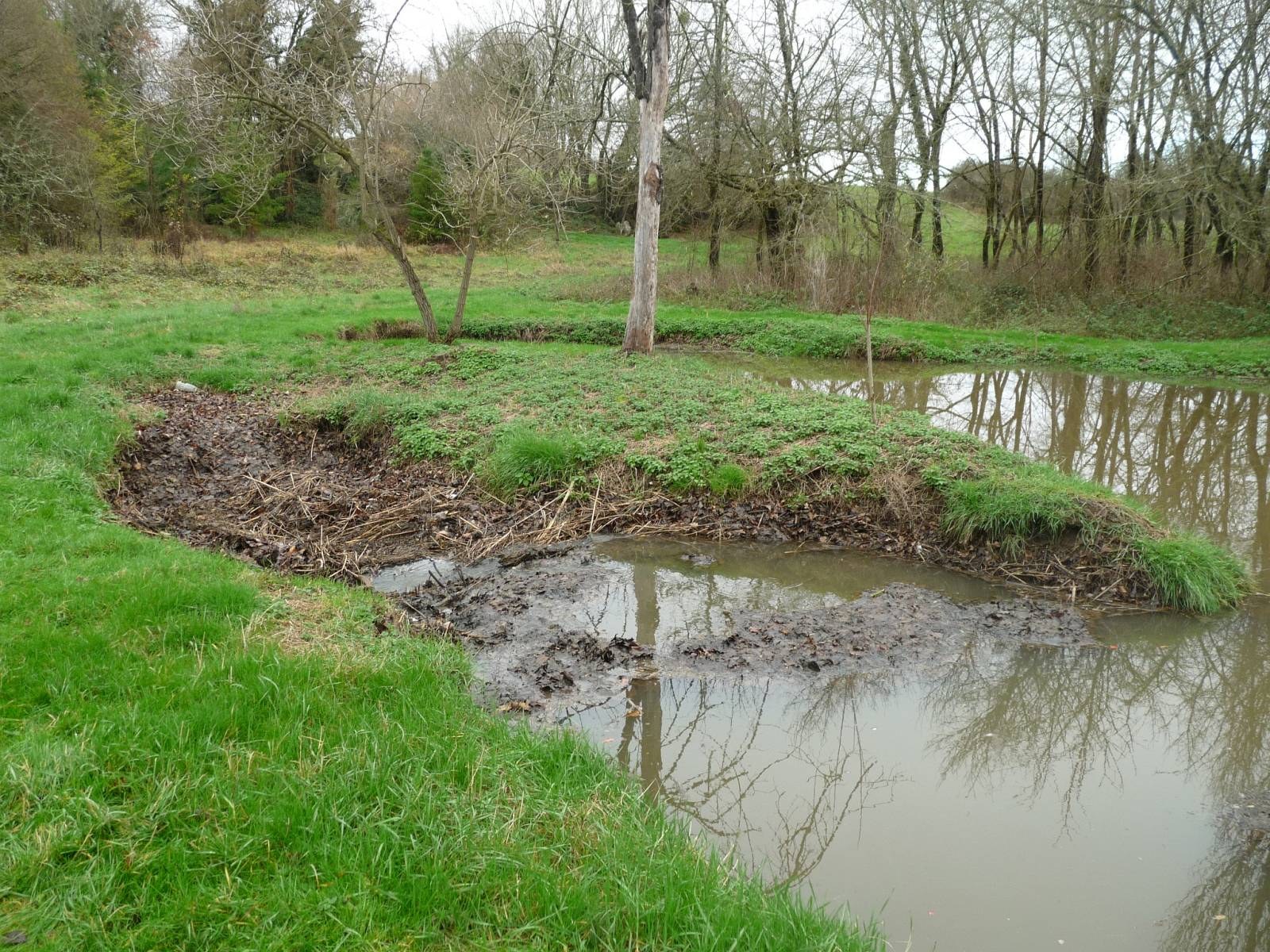
Le gouffre de Chez Roby en hiver.
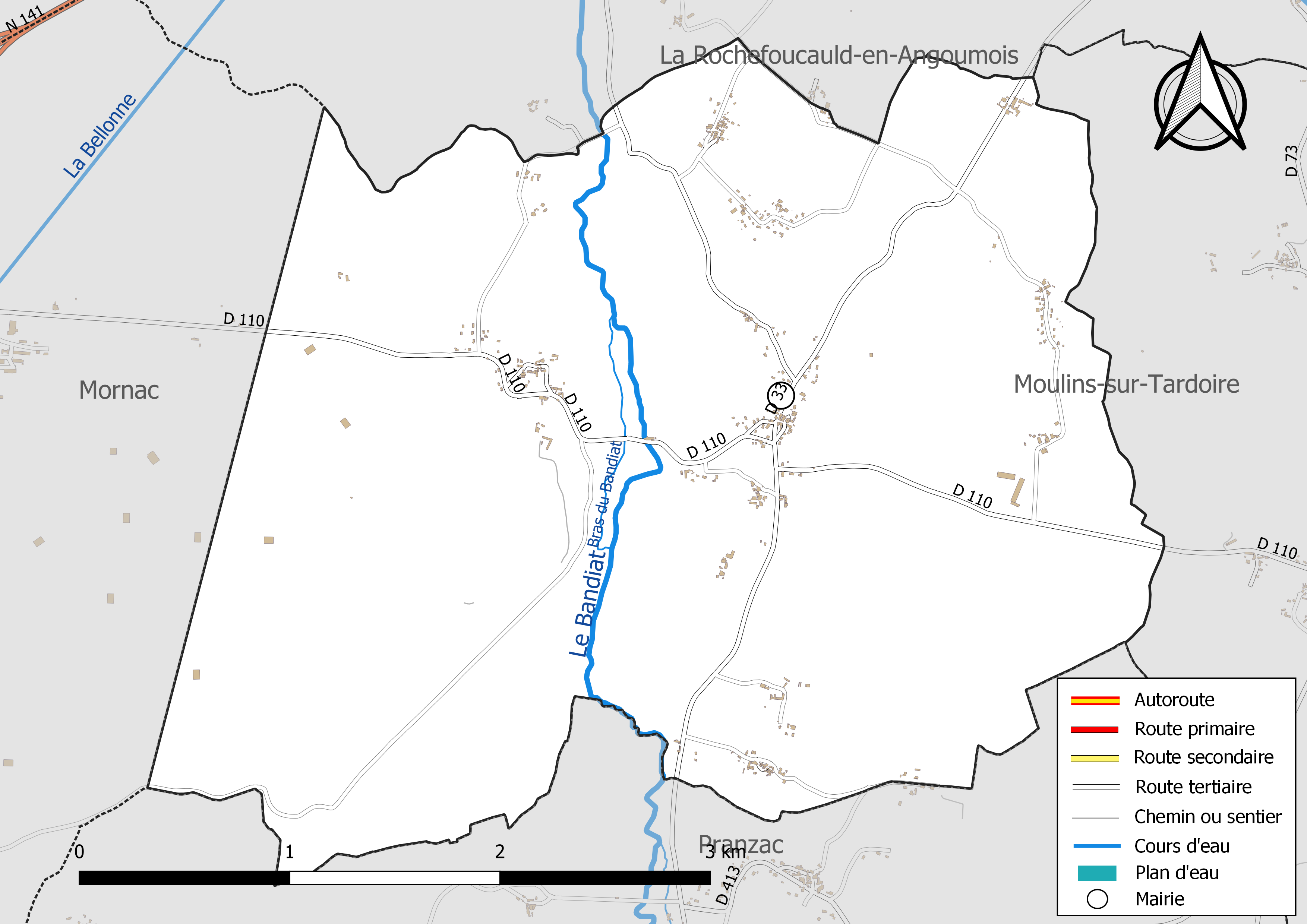
Réseaux hydrographique et routier de Bunzac

#### Gestion des eaux
Le territoire communal est couvert par le schéma d'aménagement et de gestion des eaux (SAGE) « Charente ». Ce document de planification, dont le territoire correspond au bassin de la Charente, d'une superficie de 9 300 km2, a été approuvé le 19 novembre 2019. La structure porteuse de l'élaboration et de la mise en œuvre est l'établissement public territorial de bassin Charente. Il définit sur son territoire les objectifs généraux d’utilisation, de mise en valeur et de protection quantitative et qualitative des ressources en eau superficielle et souterraine, en respect des objectifs de qualité définis dans le troisième SDAGE  du Bassin Adour-Garonne qui couvre la période 2022-2027, approuvé le 10 mars 2022.

### Climat
Comme dans les trois quarts sud et ouest du département, le climat est océanique aquitain.

### Végétation
La commune est assez boisée, et on y pratique la polyculture (tournesol, maïs...). Il y a aussi de nombreux noyers et on fait de l'huile au moulin de Trotte-Renard, sur le Bandiat.
À l'ouest du Bandiat qui coupe la commune du sud au nord, la commune comprend une partie de la forêt domaniale de la Braconne : la forêt de Bois-Long.

## Urbanisme

### Typologie
Au 1er janvier 2024, Bunzac est catégorisée commune rurale à habitat dispersé, selon la nouvelle grille communale de densité à 7 niveaux définie par l'Insee en 2022.
Elle est située hors unité urbaine. Par ailleurs la commune fait partie de l'aire d'attraction d'Angoulême, dont elle est une commune de la couronne,. Cette aire, qui regroupe 94 communes, est catégorisée dans les aires de 50 000 à moins de 200 000 habitants,.

### Occupation des sols
L'occupation des sols de la commune, telle qu'elle ressort de la base de données européenne d’occupation biophysique des sols Corine Land Cover (CLC), est marquée par l'importance des forêts et milieux semi-naturels (55,1 % en 2018), une proportion sensiblement équivalente à celle de 1990 (55 %). La répartition détaillée en 2018 est la suivante : 
forêts (55,1 %), zones agricoles hétérogènes (27,6 %), prairies (9,6 %), terres arables (5,5 %), cultures permanentes (2,2 %). L'évolution de l’occupation des sols de la commune et de ses infrastructures peut être observée sur les différentes représentations cartographiques du territoire : la carte de Cassini (XVIIIe siècle), la carte d'état-major (1820-1866) et les cartes ou photos aériennes de l'IGN pour la période actuelle (1950 à aujourd'hui).

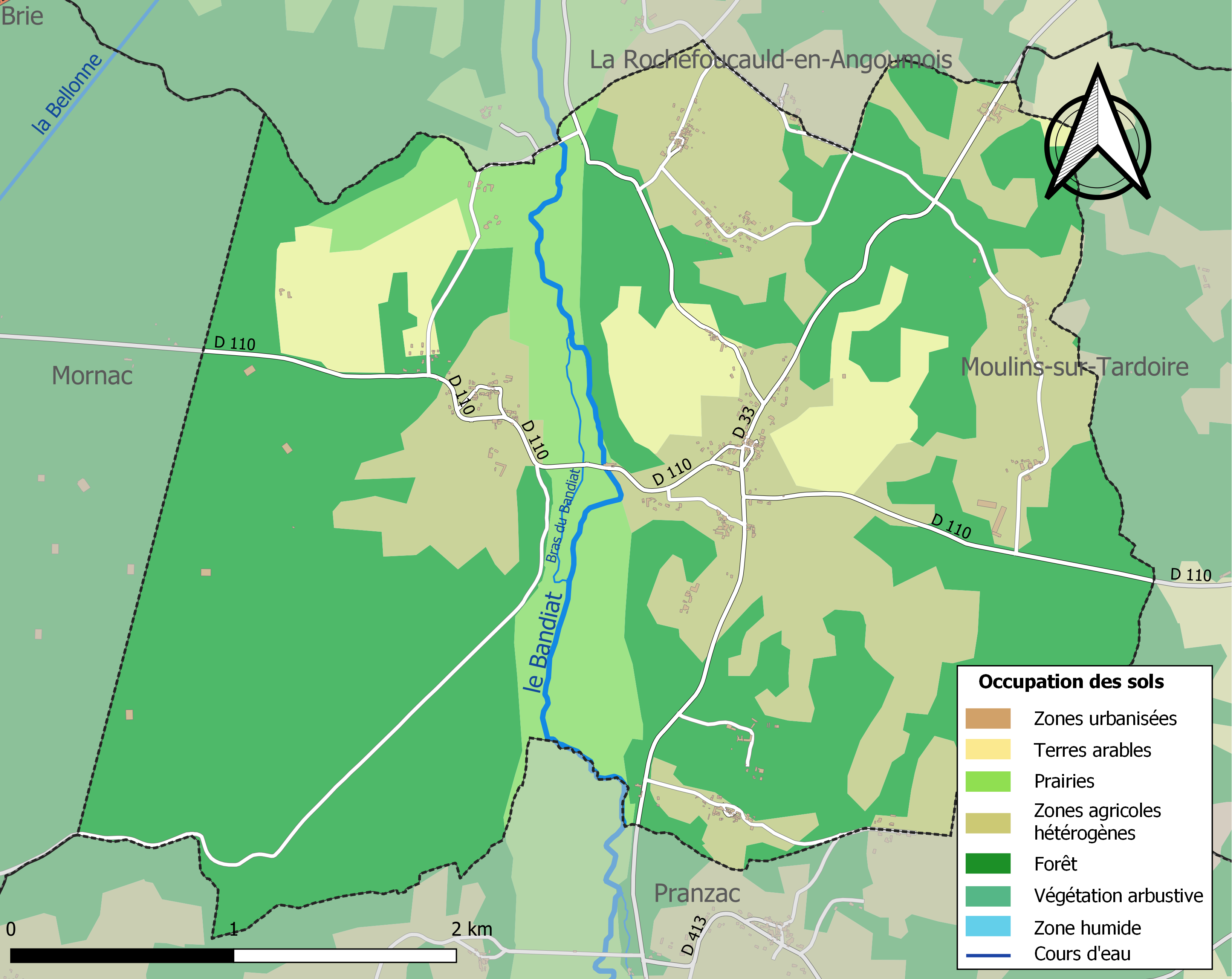
Carte des infrastructures et de l'occupation des sols de la commune en 2018 (CLC).

### Risques majeurs
Le territoire de la commune de Bunzac est vulnérable à différents aléas naturels : météorologiques (tempête, orage, neige, grand froid, canicule ou sécheresse), inondations, feux de forêts et séisme (sismicité faible). Un site publié par le BRGM permet d'évaluer simplement et rapidement les risques d'un bien localisé soit par son adresse soit par le numéro de sa parcelle.
Certaines parties du territoire communal sont susceptibles d’être affectées par le risque d’inondation par débordement de cours d'eau, notamment le Bandiat. La commune a été reconnue en état de catastrophe naturelle au titre des dommages causés par les inondations et coulées de boue survenues en 1982, 1983, 1999 et 2009,.
Bunzac est exposée au risque de feu de forêt du fait de la présence sur son territoire des forêts domaniales de Bois Blanc et de la Braconne. Un plan départemental de protection des forêts contre les incendies (PDPFCI) a été élaboré pour la période 2017-2026, faisant suite à un plan 2007-2016. Les mesures individuelles de prévention contre les incendies sont précisées par divers arrêtés préfectoraux et s’appliquent dans les zones exposées aux incendies de forêt et à moins de 200 mètres de celles-ci. L’arrêté du 3 mai 2016 règlemente l'emploi du feu en interdisant notamment d’apporter du feu, de fumer et de jeter des mégots de cigarette dans les espaces sensibles et sur les voies qui les traversent sous peine de sanctions. L'arrêté du 27 décembre 2019 rend le débroussaillement obligatoire, incombant au propriétaire ou ayant droit,,,.

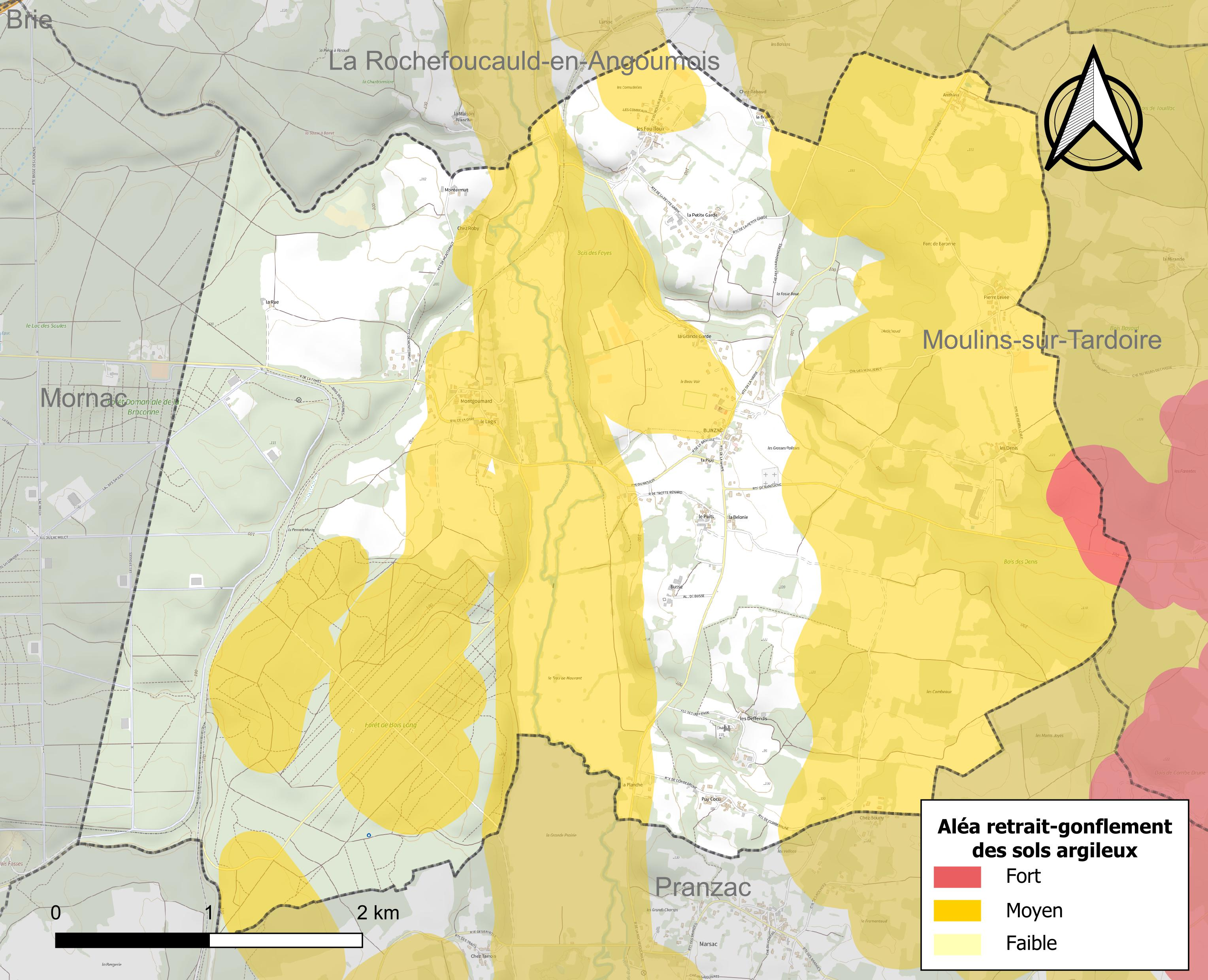
Carte des zones d'aléa retrait-gonflement des sols argileux de Bunzac.

Le retrait-gonflement des sols argileux est susceptible d'engendrer des dommages importants aux bâtiments en cas d’alternance de périodes de sécheresse et de pluie. 57,6 % de la superficie communale est en aléa moyen ou fort (67,4 % au niveau départemental et 48,5 % au niveau national). Sur les 232 bâtiments dénombrés sur la commune en 2019, 97 sont en aléa moyen ou fort, soit 42 %, à comparer aux 81 % au niveau départemental et 54 % au niveau national. Une cartographie de l'exposition du territoire national au retrait gonflement des sols argileux est disponible sur le site du BRGM,.
Par ailleurs, afin de mieux appréhender le risque d’affaissement de terrain, l'inventaire national des cavités souterraines permet de localiser celles situées sur la commune.
Concernant les mouvements de terrains, la commune a été reconnue en état de catastrophe naturelle au titre des dommages causés par des mouvements de terrain en 1999.

## Toponymie
Les formes anciennes sont Bunziaco en 1110, Bunzaco en 1293.
L'origine du nom de Bunzac remonterait à un nom de personne gallo-roman Buntius (ou Buncius) auquel est apposé le suffixe -acum, ce qui correspondrait au « domaine de Buntius».
Bunzac est situé dans la partie occitane de la Charente qui en occupe le tiers oriental, et se nomme aussi Bunzac en dialecte limousin. La forêt de la Braconne marque la limite à l'ouest avec le saintongeais (langue d'oïl).

## Histoire
Quelques vestiges anciens ont été trouvés sur la commune : scories d'anciennes forges, tegulae, carreaux en terre cuite.
Les registres de l'état civil remontent à 1600.
Au Puits (orthographié autrefois le Puy), on trouvait encore au XIXe siècle les vestiges d'une chapelle romane du XIe ou XIIe siècle.

## Politique et administration

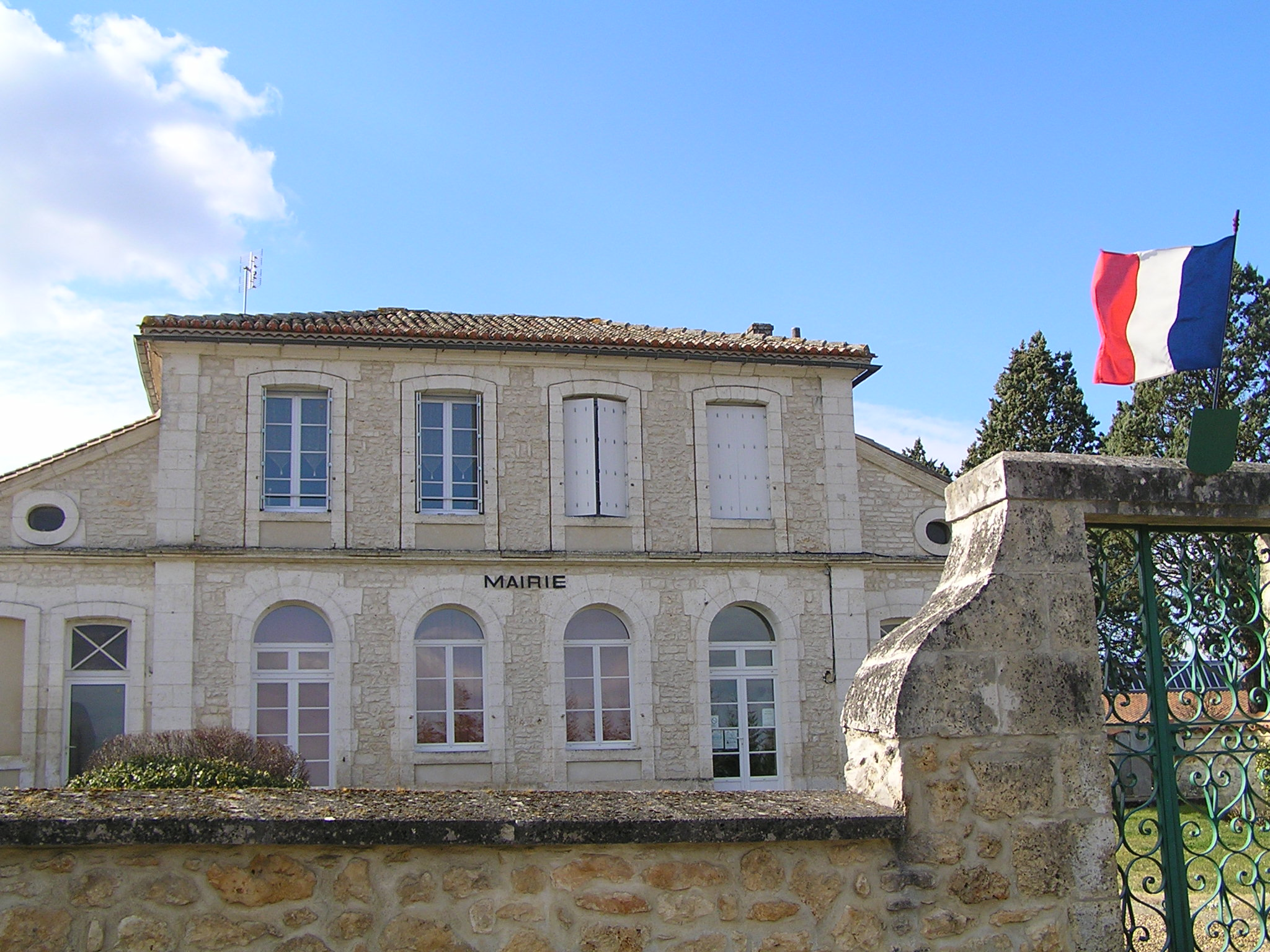
Mairie de Bunzac.

| Période                                  | Période  | Identité                | Étiquette | Qualité                          |
| ---------------------------------------- | -------- | ----------------------- | --------- | -------------------------------- |
| 1971                                     | 1989     | Roland Brunet           | SE        | Propriétaire exploitant agricole |
| 1989                                     | 2014     | Xavier Chaygneaud-Dupuy | SE        | Chargé de mission insertion      |
| 2014                                     | 2020     | Jean-François Beaucourt | SE        | Agent de maîtrise                |
| 2020                                     | En cours | Jean-Pierre Bardoulat   |           | Technicien France Télécom        |
| Les données manquantes sont à compléter. |          |                         |           |                                  |

## Démographie

### Évolution démographique
L'évolution du nombre d'habitants est connue à travers les recensements de la population effectués dans la commune depuis 1793. Pour les communes de moins de 10 000 habitants, une enquête de recensement portant sur toute la population est réalisée tous les cinq ans, les populations de référence des années intermédiaires étant quant à elles estimées par interpolation ou extrapolation. Pour la commune, le premier recensement exhaustif entrant dans le cadre du nouveau dispositif a été réalisé en 2007.

En 2022, la commune comptait 453 habitants, en évolution de −2,58 % par rapport à 2016 (Charente : −0,48 %, France hors Mayotte : +2,11 %).
| 1793 | 1800 | 1806 | 1821 | 1831 | 1841 | 1846 | 1851 | 1856 |
| ---- | ---- | ---- | ---- | ---- | ---- | ---- | ---- | ---- |
| 480  | 471  | 471  | 459  | 568  | 511  | 563  | 509  | 484  |

| 1861 | 1866 | 1872 | 1876 | 1881 | 1886 | 1891 | 1896 | 1901 |
| ---- | ---- | ---- | ---- | ---- | ---- | ---- | ---- | ---- |
| 459  | 488  | 465  | 477  | 463  | 486  | 476  | 420  | 373  |

| 1906 | 1911 | 1921 | 1926 | 1931 | 1936 | 1946 | 1954 | 1962 |
| ---- | ---- | ---- | ---- | ---- | ---- | ---- | ---- | ---- |
| 372  | 379  | 386  | 394  | 363  | 414  | 371  | 356  | 369  |

| 1968 | 1975 | 1982 | 1990 | 1999 | 2006 | 2007 | 2012 | 2017 |
| ---- | ---- | ---- | ---- | ---- | ---- | ---- | ---- | ---- |
| 348  | 322  | 314  | 332  | 309  | 411  | 426  | 475  | 463  |

| 2022 | - | - | - | - | - | - | - | - |
| ---- | - | - | - | - | - | - | - | - |
| 453  | - | - | - | - | - | - | - | - |

### Pyramide des âges
La population de la commune est relativement jeune.
En 2018, le taux de personnes d'un âge inférieur à 30 ans s'élève à 33,8 %, soit au-dessus de la moyenne départementale (30,2 %). À l'inverse, le taux de personnes d'âge supérieur à 60 ans est de 22,6 % la même année, alors qu'il est de 32,3 % au niveau départemental.
En 2018, la commune comptait 235 hommes pour 232 femmes, soit un taux de 50,32 % d'hommes, légèrement supérieur au taux départemental (48,41 %).
Les pyramides des âges de la commune et du département s'établissent comme suit.
| Hommes | Classe d’âge | Femmes |
| ------ | ------------ | ------ |
| 0,9    | 90 ou +      | 0,4    |
| 5,2    | 75-89 ans    | 5,2    |
| 18,1   | 60-74 ans    | 15,3   |
| 21,9   | 45-59 ans    | 22,2   |
| 21,4   | 30-44 ans    | 21,7   |
| 12,0   | 15-29 ans    | 13,9   |
| 20,5   | 0-14 ans     | 21,3   |

| Hommes | Classe d’âge | Femmes |
| ------ | ------------ | ------ |
| 1      | 90 ou +      | 2,7    |
| 9,2    | 75-89 ans    | 12     |
| 20,6   | 60-74 ans    | 21,3   |
| 20,7   | 45-59 ans    | 20,3   |
| 16,8   | 30-44 ans    | 16     |
| 15,6   | 15-29 ans    | 13,4   |
| 16,1   | 0-14 ans     | 14,3   |

## Économie

### Agriculture
La viticulture occupe une petite partie de l'activité agricole. La commune est située dans les Bons Bois, dans la zone d'appellation d'origine contrôlée du cognac.

## Équipements, services et vie locale

### Enseignement
L'école est un RPI entre Bunzac et Pranzac, qui accueillent chacune une école élémentaire. L'école est située derrière la mairie et compte pour l'année scolaire 2012-2013 deux classes pour 42 élèves allant du CE2 au CM2.
Le secteur du collège est La Rochefoucauld.

## Culture locale et patrimoine

### Lieux et monuments

#### Patrimoine religieux
L'église paroissiale Saint-Symphorien a été construite en période romane, vers le XIIe siècle. Elle a été dès son origine le siège d'une cure. En forme de croix latine, elle possède une abside semi-circulaire voûtée en cul-de-four. La nef a été revoûtée en 1858. L'église est inscrite monument historique depuis 1934.

#### Patrimoine civil
- Le château des Deffends
- La maison noble de Hautefaye
- Le logis de Montgoumard
- Le logis d'Anthieu
- Le moulin de Trotte-Renard

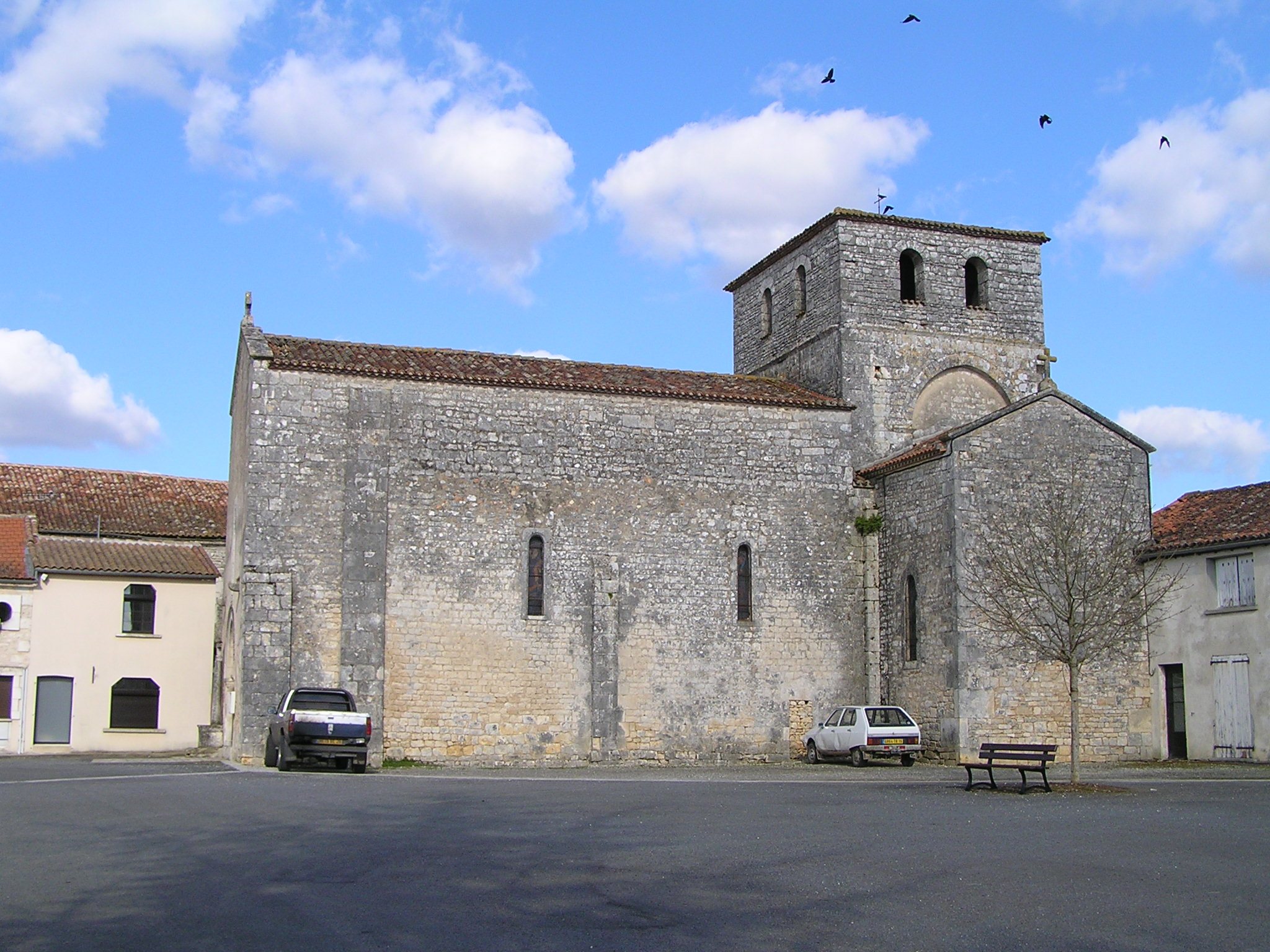
Église de Bunzac.
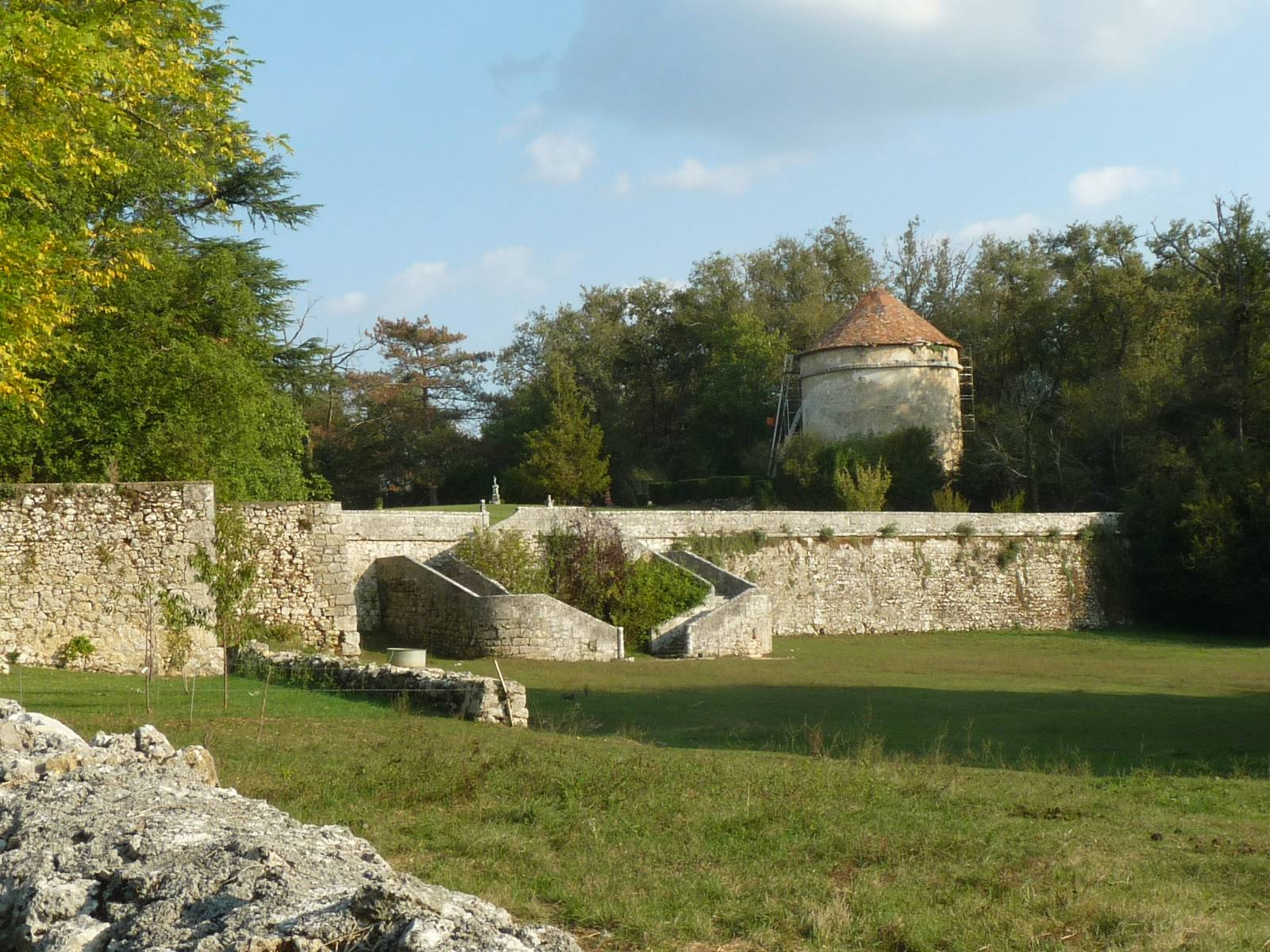
Parc du château des Deffends.